# Vladímir Chernyshkov
Vladímir Serguéyevich Chernyshkov (en ruso: Владимир Сергеевич Чернышков; Bélaya Kalitvá, URSS, 21 de abril de 1988) es un deportista ruso que compitió en piragüismo en la modalidad de aguas tranquilas. Ganó una medalla de bronce en el Campeonato Europeo de Piragüismo de 2011.

## Palmarés internacional
| Campeonato Europeo | Campeonato Europeo | Campeonato Europeo | Campeonato Europeo |
| Año                | Lugar              | Medalla            | Competición        |
| ------------------ | ------------------ | ------------------ | ------------------ |
| 2011               | Belgrado (Serbia)  | Medalla de bronce  | C4 1000 m          |